# System numeracji modeli samochodów w ZSRR i Rosji
Standaryzowany system numeracji modeli pojazdów był używany dla państwowych wytwórni samochodów w Związku Radzieckim, a obecnie używany jest nadal przez część producentów w Rosji. 
Początkowo do II wojny światowej nie było jednolitego systemu oznaczeń, a zazwyczaj stosowano skrót nazwy wytwórcy i kolejne liczby oznaczające model. Stąd istniały samochody o takich samych oznaczeniach liczbowych (KIM 10, JaG-10).

## Stary system numeracji
Stary system był wprowadzony tuż po II wojnie światowej i używany do 1966 roku, kiedy został zastąpiony nowym systemem. Pozostał on jednak nadal w użyciu dla niektórych produkowanych starych modeli (najdłużej dla autobusu LAZ-695 - do 2006).
Zgodnie ze starym systemem nazwa modelu składała się z maksymalnie trzech cyfr poprzedzonych nazwą wytwórcy (skrótem nazwy fabryki lub marką). Każdy producent otrzymał pulę numerów do wykorzystywania, lecz zdarzały się odstępstwa, gdyż modele, których produkcję przenoszono do innego zakładu, zachowywały dotychczasowy numer, z nowym skrótem (np. GAZ-69 i UAZ-69, JaAZ-200 i MAZ-200). Nowo tworzone zakłady przejmowały też zakres numerów poprzedników, w których likwidowano produkcję (np. JaAZ i KrAZ).
| Numery       | Fabryka                             | Przykłady modeli             |
| ------------ | ----------------------------------- | ---------------------------- |
| 1 - 99       | GAZ                                 | M-21 / GAZ-21, GAZ-14        |
| 100 - 199    | ZiS / ZiŁ                           | ZiS-101, ZiŁ-130             |
| 200 - 249    | JaAZ, następnie KrAZ (do 299)       | JaAZ-200, KrAZ-255           |
| 350 - 399    | UralZiS /UralAZ                     | Ural-375                     |
| 400 - 449    | MZMA / AZLK (Moskwicz)              | Moskwicz 412                 |
| 450 - 499    | UAZ                                 | UAZ-452, UAZ-469             |
| 500 - 549    | MAZ, BiełAZ                         | MAZ-500, BiełAZ-540          |
| 549 - 599    | MMZ                                 | ZiŁ-MMZ-555, GM-568          |
| 600 - 649    | KAZ                                 | KAZ-608                      |
| 650 - 674    | autobusy - GZA, następnie PAZ       | GZA-651, PAZ-652             |
| 675 - 684(?) | autobusy - LiAZ                     | LiAZ-677                     |
| 685 - 690(?) | autobusy - KAwZ                     | KaWZ-685                     |
| 691 - 699    | autobusy - LAZ                      | LAZ-695                      |
| 700 - 899    | JerAZ, przyczepy                    | JerAZ 762, PAZ-744 (naczepa) |
| 940 - 949    | ART (Tartuski Zakład Autoremontowy) | TA-942                       |
| 965 - 974    | ZAZ, ŁuAZ                           | ZAZ-968, ŁuAZ-969            |
| 975 - 999    | RAF                                 | RAF-977                      |

## Nowy system numeracji
Nowy system numeracji został wprowadzony normą począwszy od 1966 roku. Jest nadal używany w Rosji, choć nie jest ściśle przestrzegany przez producentów.
Zgodnie z założeniami pełna nazwa modelu składa się z nazwy wytwórcy (np. WAZ) i numeru modelu (np. 2108). Pierwsza cyfra określa klasę pojazdu. Dla samochodów osobowych wyznacznikiem klasy była pojemność silnika:
| Pierwsza cyfra | Pojemność silnika   |
| -------------- | ------------------- |
| 1              | do 1200 cm³         |
| 2              | 1200 cm³ - 1800 cm³ |
| 3              | 1800 cm³ - 3200 cm³ |
| 4              | powyżej 3500 cm³    |

Dla ciężarówek wyznacznikiem była masa:
| Pierwsza cyfra | Masa                |
| -------------- | ------------------- |
| 1              | do 1200 kg          |
| 2              | 1200 kg - 2000 kg   |
| 3              | 2000 kg - 8000 kg   |
| 4              | 8000 kg - 14000 kg  |
| 5              | 14000 kg - 20000 kg |
| 6              | 20000 kg - 40000 kg |
| 7              | powyżej 40000 kg    |

Dla autobusów wyznacznikiem była długość:
| Pierwsza cyfra | Długość      |
| -------------- | ------------ |
| 2              | do 5 m       |
| 3              | 6 - 7,5 m    |
| 4              | 8 - 9,5 m    |
| 5              | 10,5 - 12 m  |
| 6              | powyżej 16 m |

Druga cyfra określa typ pojazdu:
| Druga cyfra | Typ pojazdu        |
| ----------- | ------------------ |
| 1           | samochód osobowy   |
| 2           | autobus            |
| 3           | samochód ciężarowy |
| 4           | ciągnik siodłowy   |
| 5           | "wywrotka"         |
| 6           | cysterna           |
| 7           | samochód dostawczy |
| 8           | zarezerwowane      |
| 9           | pojazd specjalny   |

Trzecia i czwarta cyfra są używane do oznaczenie różnych modeli z danej fabryki. Dla rozróżnienia różnych wersji lub modyfikacji tego samego modelu opcjonalnie używa się piątej cyfry. Szósta cyfra jest używana do oznaczania wersji eksportowych.

### Przykład
WAZ-21063: pojazd wyprodukowany przez WAZ, z silnikiem o pojemności od 1200 cm³ do 1800 cm³ (2), który jest samochodem osobowym (1), z fabrycznym kodem modelu 06 (06) i trzecią wersją modyfikacji (3).

## System obecnie
Niektórzy producenci przestrzegają założeń systemu, inni tego nie robią. Przykładowo AwtoWAZ oznacza modele Lada Kalina opuszczając pierwszą cyfrę (2) i numeruje je jako 1117, 1118 i 1119.